# Церковь Святых Константина и Михаила (Вильнюс)
Це́рковь Святы́х Константи́на и Михаи́ла (также Романовская церковь, Константино-Михайловский храм) — православный храм во имя равноапостольного царя Константина и преподобного Михаила Малеина, небесных покровителей Константина Острожского и царя Михаила Романова в Вильнюсе, построенный по проекту московского архитектора В. Д. Адамовича в ознаменование 300-летия династии Романовых в 1913 году на улице Большая Погулянка, ныне ул. Йоно Басанавичяус.
Адрес: улица Йоно Басанавичяус, 27 (Jono Basanavičiaus g. 27).
В настоящее время настоятелем Константино-Михайловского храма является священник Константин Лазукин. Второй священник — иерей Михаил Синкевич.

## Описание
Церковь построена в стиле, воспроизводящем древнерусский ростово-суздальский. Церковь была освящена в мае 1913 года архиепископом Виленским и Литовским Агафангелом (Преображенским) в сослужении епископа Елевферия (Богоявленского), викария Ковенского, и епископа Минского и Туровского Митрофана (Краснопольского) в присутствии великой княгини Елизаветы Фёдоровны (Романовой).
Надпись на мраморной плите, установленной на внутренней западной стене храма, гласит, что церковь сооружена на средства действительного статского советника Ивана Андреевича Колесникова, директор Никольской фабрики С. Т. Морозова. Автор проекта — московский архитектор В. Д. Адамович. Лепнина наружных фасадов церкви выполнена виленским мастером Возницким.
До недавнего времени в звоннице церкви не было колоколов. Почти не осталось следа и от росписи внутренних стен храма — сохранились лишь небольшие фрагменты орнамента на стене. Существует проблема с кирпичной кладкой, из которой сложено здание — из-за обильных высолов (растущих в порах материала кристаллов солей) на стенах плохо держится штукатурка. В первозданном виде в церкви сохранился лишь резной дубовый трехъярусный иконостас церкви, изготовленный в начале XX века в Москве.

## История
Место закладки храма-памятника на Закретной площади было освящено 17 апреля 1911 года. Чин освящения совершил ректор Литовской духовной семинарии архимандрит Иоанн (Поммер; позднее архиепископ Рижский и Митавский) в сослужении шестерых клириков Виленской епархии.
Внутренняя отделка храма была выполнена И. Колупаевым. Она вполне соответствовала внешнему облику и общему стилю постройки. По словам современников, лучшим украшением внутри храма являлся дубовый тонкой резьбы иконостас, изготовленный в древнерусском стиле в Москве С. А. Соколовым.
Освящение храма произошло 9 мая 1913 года, начавшись 8 мая в 6 часов вечера всенощным бдением. На торжество прибыла великая княгиня Елизавета Фёдоровна.
30 сентября 1914 года в храме архиепископом Виленским и Литовским Тихоном была отслужена панихида по погибшему в бою князю императорской крови Олегу Константиновичу (1892—1914).
Во время оккупации Вильны немецкими войсками в 1915 году церковь использовалась как накопитель, где содержались нарушители комендантского часа.
В 1921—1926 годах храм ремонтировался.
В конце 2009 года в храме начался капитальный ремонт — были окрашены стены, обновлена алтарная часть храма. В боковом помещении был оборудован баптистерий, ставший единственным местом в Литве, где можно погружательно крестить взрослых в любое время года.
До недавнего времени ростово-суздальские главки были выкрашены зелёной масляной краской (идея окрасить их в такой цвет принадлежит настоятелю отцу Вячеславу Сковородко), хотя первая покраска главок оказалась не очень удачной — приобретённая краска была некачественной и вскоре начала облезать, поэтому главки вновь пришлось перекрашивать.

## Галерея
- Закладная плита церкви
- Боковая закомара храма
- Аркатура на фасаде храма
- Главный портал храма
- Храм зимой